# Гарсия, Виктор

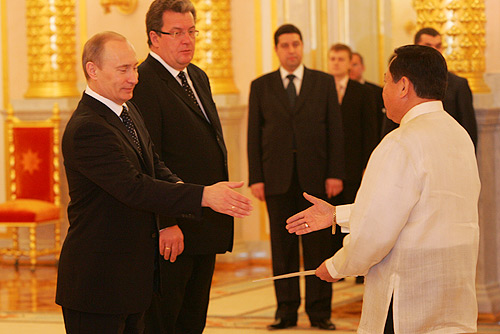
Вручение Виктором Гарсией верительной грамоты президенту Владимиру Путину

Виктор Г. Гарсия III (род. 12 апреля 1947, Манила) — филиппинский дипломат, с 24 апреля 2008 года по 2012 год чрезвычайный и полномочный посол Республики Филиппины в Российской Федерации, а также нерезидентный посол Филиппин в Белоруссии, Армении и Узбекистане.

## Биография
- 1969: Бакалавр науки, и делового администрирования, университет De La Salle, Манила, Филиппины
- 1970: Магистр политической науки, университет Central De Madrid, Мадрид, Испания
- 1971 :Диплом международных отношений, University College, Лондон, Великобритания
- 1975—1979: Директор отдела политических вопросов МИД
- 1977: Бакалавр права, колледж права, университет Ateneo De Manila, Манила, Филиппины
- 1979: Мастер в управлении бизнесом, университет De La Salle, Манила, Филиппины
- 1979—1985: Секретарь филиппинской миссии при ООН
- 1985—1987: Министр и временный поверенный в посольстве в Риме, Италия
- 1987—1990: Помощник секретаря в ООН
- 1990—1993: Генеральный консул в чине посла в Лос-Анджелесе, США
- 1993—1996: Генеральный консул в чине посла в Кобе, Осака, Япония
- 1996—1999: Начальник протокольного отдела МИД
- 1998: Старший особый помощник секретаря МИД
- Чрезвычайный и полномочный посол в Австрии, Хорватии, Словении, Боснии и Герцеговине и Словакии
- 2008—2012[2]: Чрезвычайный и полномочный посол в России, Белоруссии, Армении и Узбекистане

## Языки
Свободно владеет филиппинским, английским и испанским, знает итальянский, японский и французский.

## Семья
Женат, имеет двоих детей.

## Хобби
Гольф, классическая музыка, пение, плавание, чтение биографической и исторической литературы, бальные танцы.